# Cryphia literata
Cryphia literata là một loài bướm đêm trong họ Noctuidae.